# Chasmosaurus
Chasmosaurus (öppnande ödla) är det vetenskapliga namnet på ett släkte dinosaurier som levde i Nordamerika i slytet av kritaperioden. Chasmosaurus tillhörde superfamiljen ceratopsier (horndinosaurier) som är en grupp inom ordningen ornithischier - den ena av två stora huvudordningar bland dinosaurierna. Bland nära släktingar kan nämnas Triceratops, Torosaurus och Styracosaurus. Chasmosaurus beskrevs vetenskapligt 1914.
Chasmosaurus var som alla andra ornitichier växtätare. Den gick på fyra ben och hade den för ceratopsierna karakteristiska nackkragen och stora horn som var ett bra försvar mot köttätande dinosaurier. I nackkragen fanns större öppningar. Chasmosaurus blev 5-6 meter lång och beräknas ha vägt ca 3,5 ton. Därmed kan den klassas som en medelstor ceratopsie. Namnet har den fått på grund av att det fanns stora öppningar i nackkragen.
Chasmosaurus var av allt att döma ett flockdjur. I händelse av att en fara hotade tror man att de vuxna djuren bildade en ring kring de mindre medlemmarna för att ge dem maximalt skydd. Då troligen alla "äkta" horndinosaurier levde i flock/hjordar tror man att detta beteende vid fara återfanns hos alla släktingar.